# Bang liên Đức
Liên minh các quốc gia nói tiếng Đức (tiếng Đức: Deutscher Bund) là một liên minh lỏng lẻo gồm các công quốc Đức, được tạo thành theo Đại hội Viên năm 1815 để thay thế Đế Quốc La Mã Thần Thánh hậu Các cuộc chiến của Napoleon. Liên minh này là một hành động nhằm giảm sự đối đầu giữa hai cường quốc là Đế quốc Áo và Vương quốc Phổ. Nước Anh tán thành liên minh này trong hội nghị Viên (hội nghị họp bàn sau khi đánh bại hoàn toàn Napoleon) vì nước này cảm thấy cần phải có một thế lực hòa bình và ổn định tại trung Âu để cản trở những hành động hung hăng của Pháp hoặc Nga. Hầu hết các nhà sử học cho rằng liên minh này hoạt động không tốt và kém hiệu quả, chẳng khác gì một chướng ngại vật cản trở khát vọng thống nhất dân tộc Đức. Liên minh các quốc gia Đức sụp đổ vì sự đối đầu giữa Phổ và Áo, chiến tranh bùng nổ, cuộc cách mạng năm 1848 diễn ra, và sự bất lực của nhiều thành viên đi đến chỗ thỏa hiệp.
Vào năm 1848, cuộc cách mạng bởi những người theo chủ nghĩa tự do và những người theo chủ nghĩa dân tộc đã trở thành một nỗ lực thất bại nhằm thành lập một quốc gia Đức thống nhất. Cuộc đàm phán năm 1848 giữa các quốc gia trong liên minh Đức thất bại, dẫn đến liên minh bị tan rã trong một thời gian ngắn nhưng được thành lập lại năm 1850.
Các tranh chấp giữa hai quốc gia thành viên thống trị trong liên minh là Đế quốc Áo và Vương quốc Phổ nhằm giành quyền cai trị vùng đất vốn có của người Đức đã kết thúc bằng thắng lợi của Phổ sau chiến tranh Áo-Phổ năm 1866, và sự sụp đổ của Liên minh các quốc gia Đức. Điều này dẫn đến sự thành lập Liên bang Bắc Đức, mặc dù một số quốc gia phía nam của Đức còn lại vẫn độc lập, nhưng liên minh đầu tiên với Áo (đến 1867) và sau đó với Phổ (đến 1871), sau này những quốc gia này trở thành một phần của nước Đức mới.